# Bernardo Capó
Bernardo Capó Plomer (* 20. Oktober 1919 in Muro (Mallorca); † 11. Februar 2000 ebenda) war ein spanischer Radrennfahrer und nationaler Meister im Radsport.

## Sportliche Laufbahn
Capó war Straßenradsportler. Von 1945 bis 1954 war er als Berufsfahrer aktiv.
1947 siegte er in der nationalen Meisterschaft im Straßenrennen der Berufsfahrer vor Bernardo Ruiz. 1949 wurde er Vize-Meister hinter José Serra Gil, 1946 kam er auf den dritten Rang der Meisterschaft. 1948 wurde er Dritter der Vuelta a España, in der er 1950 zwei Etappen gewinnen konnte. 
Capó gewann die Etappenrennen Vuelta a Burgos 1946, die Vuelta a Mallorca 1946 und 1947, die Volta a Tarragona 1948. Capó gewann Etappen im Circuit du Nord 1945, in der Vuelta a Burgos 1946, in der Volta a Tarragona 1948, in der Portugal-Rundfahrt 1950 und in der Katalonien-Rundfahrt 1949 und 1951.
Zweite Plätze holte Capó im Circuit de Getxo und im Gran Premio Pascuas 1947, in der Vuelta a Mallorca 1948, im Eintagesrennen Trofeo Jaumendreu hinter Antonio Gelabert und in der Meisterschaft im Straßenrennen 1949 sowie in der Trofeo Masferrer 1952.
In der Tour de France 1949 schied er aus. Die Vuelta a España bestritt er viermal. Er wurde 1945 8., 1948 3. und 1950 7. der Gesamtwertung. 1946 war er ausgeschieden.